# Rubinowy Staw

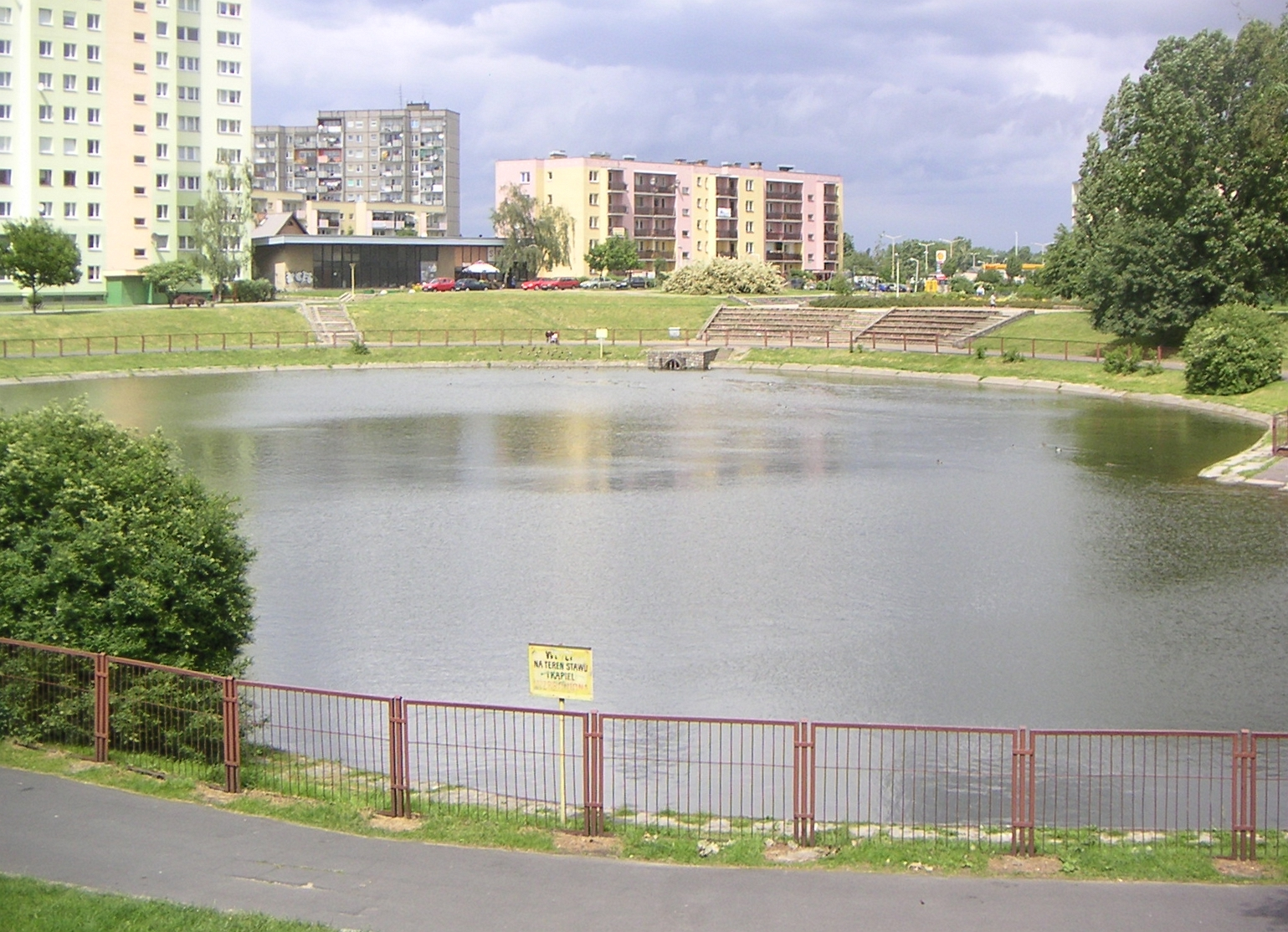
Rubinowy Staw
Na przeciwległym brzegu widoczny kolektor ujścia Rudzianki

Rubinowy Staw (Purpurowy Staw, niem. Röthpfuhl) – staw polny w Szczecinie, na osiedlu Słonecznym, w rejonie ulic Jasnej i Lnianej.
Kształt stawu nieco wydłużony, na osi północny zachód - południowy wschód, długość 70 m i szerokość 40 m. Brzegi umocnione, obetonowane, niedostępne, na całej długości ogrodzone. Obecne są na nim kaczki i łabędzie. Na północy ujście Rudzianki, na wschodzie niewielki półwysep. Wokół stawu ozdobna zieleń, alejki spacerowe i ławki.
50 m na południe od stawu, w połowie drogi do szkoły – Pomnik Niepodległości (projektu J. T. Lipczyńskiego, P. Biryły, T. Flejterskiego i W. Kokowskiego, odsłonięty 20 grudnia 2001).